# 重庆市历史文化名城
重庆市历史文化名城由重庆市政府公布。
- 1992年，由四川省政府公布2个[1]，后划归重庆市：
  - 奉节
  - 丰都

- 第一批：2020年，公布1个
  - 江津区[2]